# 4.ª etapa do Tour de France de 2021
A 4.ª etapa do Tour de France de 2021 teve lugar a 29 de junho de 2021 entre Redon e Fougères sobre um percurso de 150,4 km e foi vencida pelo britânico Mark Cavendish da equipa Deceuninck-Quick Step. O neerlandês Mathieu van der Poel manteve a liderança um dia mais.

## Classificação da etapa
| Redon - Fougères | etapa plana | (150,4 km) |

| \| Classificação por etapas \| Classificação por etapas \| Classificação por etapas \| Classificação por etapas \| Classificação por etapas \| \| Ciclista \| Ciclista \| Equipe \| Tempo \| \| \| ------------------------ \| ------------------------ \| ---------------------------------- \| ------------------------ \| ------------------------ \| \| 1. \| Mark Cavendish \| Deceuninck-Quick Step \| 3h20m17s \| \| \| 2. \| Nacer Bouhanni \| Arkéa-Samsic \| + 0s \| \| \| 3. \| Jasper Philipsen \| Alpecin-Fenix \| + 0s \| \| \| 4. \| Michael Matthews \| BikeExchange \| + 0s \| \| \| 5. \| Peter Sagan \| Bora-Hansgrohe \| + 0s \| \| \| 6. \| Cees Bol \| Team DSM \| + 0s \| \| \| 7. \| Christophe Laporte \| Cofidis \| + 0s \| \| \| 8. \| Mads Pedersen \| Trek-Segafredo \| + 0s \| \| \| 9. \| Boy van Poppel \| Intermarché-Wanty-Gobert Matériaux \| + 0s \| \| \| 10. \| André Greipel \| Israel Start-Up Nation \| + 0s \| \| |                    |                                    |          |
| |                    |                                    |          |
| Fonte: ProCyclingStats |                    |                                    |          |
| Classificação por etapas |                    |                                    |          |
| Ciclista | Ciclista           | Equipe                             | Tempo    |
| 1. | Mark Cavendish     | Deceuninck-Quick Step              | 3h20m17s |
| 2. | Nacer Bouhanni     | Arkéa-Samsic                       | + 0s     |
| 3. | Jasper Philipsen   | Alpecin-Fenix                      | + 0s     |
| 4. | Michael Matthews   | BikeExchange                       | + 0s     |
| 5. | Peter Sagan        | Bora-Hansgrohe                     | + 0s     |
| 6. | Cees Bol           | Team DSM                           | + 0s     |
| 7. | Christophe Laporte | Cofidis                            | + 0s     |
| 8. | Mads Pedersen      | Trek-Segafredo                     | + 0s     |
| 9. | Boy van Poppel     | Intermarché-Wanty-Gobert Matériaux | + 0s     |
| 10. | André Greipel      | Israel Start-Up Nation             | + 0s     |

## Classificações ao final da etapa

### Classificação geral(Maillot Jaune)
| \| Classificação geral \| Classificação geral \| Classificação geral \| Classificação geral \| Classificação geral \| \| Ciclista \| Ciclista \| Equipe \| Tempo \| \| \| ------------------- \| -------------------- \| --------------------- \| ------------------- \| ------------------- \| \| 1. \| Mathieu van der Poel \| Alpecin-Fenix \| 16h19m10s \| \| \| 2. \| Julian Alaphilippe \| Deceuninck-Quick Step \| + 8s \| \| \| 3. \| Richard Carapaz \| Ineos Grenadiers \| + 31s \| \| \| 4. \| Wout van Aert \| Jumbo-Visma \| + 31s \| \| \| 5. \| Wilco Kelderman \| Bora-Hansgrohe \| + 38s \| \| \| 6. \| Tadej Pogačar \| UAE Team Emirates \| + 39s \| \| \| 7. \| Enric Mas \| Movistar Team \| + 40s \| \| \| 8. \| Nairo Quintana \| Arkéa-Samsic \| + 40s \| \| \| 9. \| Pierre Latour \| TotalEnergies \| + 45s \| \| \| 10. \| David Gaudu \| Groupama-FDJ \| + 52s \| \| |                      |                       |           |
| |                      |                       |           |
| Fonte: ProCyclingStats |                      |                       |           |
| Classificação geral |                      |                       |           |
| Ciclista | Ciclista             | Equipe                | Tempo     |
| 1. | Mathieu van der Poel | Alpecin-Fenix         | 16h19m10s |
| 2. | Julian Alaphilippe   | Deceuninck-Quick Step | + 8s      |
| 3. | Richard Carapaz      | Ineos Grenadiers      | + 31s     |
| 4. | Wout van Aert        | Jumbo-Visma           | + 31s     |
| 5. | Wilco Kelderman      | Bora-Hansgrohe        | + 38s     |
| 6. | Tadej Pogačar        | UAE Team Emirates     | + 39s     |
| 7. | Enric Mas            | Movistar Team         | + 40s     |
| 8. | Nairo Quintana       | Arkéa-Samsic          | + 40s     |
| 9. | Pierre Latour        | TotalEnergies         | + 45s     |
| 10. | David Gaudu          | Groupama-FDJ          | + 52s     |

### Classificação por pontos(Maillot Vert)
| Classificação por pontos | Classificação por pontos | Classificação por pontos | Classificação por pontos | Classificação por pontos |
| Ciclista                 | Ciclista                 | Equipe                   | Pontos                   |                          |
| ------------------------ | ------------------------ | ------------------------ | ------------------------ | ------------------------ |
| 1.                       | Mark Cavendish           | Deceuninck-Quick Step    | 89 pts                   |                          |
| 2.                       | Julian Alaphilippe       | Deceuninck-Quick Step    | 82 pts                   |                          |
| 3.                       | Michael Matthews         | BikeExchange             | 78 pts                   |                          |
| 4.                       | Nacer Bouhanni           | Arkéa-Samsic             | 74 pts                   |                          |
| 5.                       | Mathieu van der Poel     | Alpecin-Fenix            | 67 pts                   |                          |
| 6.                       | Jasper Philipsen         | Alpecin-Fenix            | 61 pts                   |                          |
| 7.                       | Tim Merlier              | Alpecin-Fenix            | 50 pts                   |                          |
| 8.                       | Peter Sagan              | Bora-Hansgrohe           | 48 pts                   |                          |
| 9.                       | Sonny Colbrelli          | Bahrain Victorious       | 45 pts                   |                          |
| 10.                      | Tadej Pogačar            | UAE Team Emirates        | 44 pts                   |                          |

### Classificação da montanha(Maillot à Pois Rouges)
| Classificação da montanha | Classificação da montanha | Classificação da montanha          | Classificação da montanha | Classificação da montanha |
| Ciclista                  | Ciclista                  | Equipe                             | Pontos                    |                           |
| ------------------------- | ------------------------- | ---------------------------------- | ------------------------- | ------------------------- |
| 1.                        | Ide Schelling             | Bora-Hansgrohe                     | 5 pts                     |                           |
| 2.                        | Mathieu van der Poel      | Alpecin-Fenix                      | 4 pts                     |                           |
| 3.                        | Anthony Perez             | Cofidis                            | 3 pts                     |                           |
| 4.                        | Julian Alaphilippe        | Deceuninck-Quick Step              | 2 pts                     |                           |
| 5.                        | Edward Theuns             | Trek-Segafredo                     | 2 pts                     |                           |
| 6.                        | Tadej Pogačar             | UAE Team Emirates                  | 2 pts                     |                           |
| 7.                        | Victor Campenaerts        | Qhubeka NextHash                   | 1 pt                      |                           |
| 8.                        | Jelle Wallays             | Cofidis                            | 1 pt                      |                           |
| 9.                        | Danny van Poppel          | Intermarché-Wanty-Gobert Matériaux | 1 pt                      |                           |
| 10.                       | Michael Matthews          | BikeExchange                       | 1 pt                      |                           |

### Classificação do melhor jovem(Maillot Blanc)
| Classificação dos jovens | Classificação dos jovens | Classificação dos jovens | Classificação dos jovens | Classificação dos jovens |
| Ciclista                 | Ciclista                 | Equipe                   | Tempo                    |                          |
| ------------------------ | ------------------------ | ------------------------ | ------------------------ | ------------------------ |
| 1.                       | Tadej Pogačar            | UAE Team Emirates        | 16h19m49s                |                          |
| 2.                       | David Gaudu              | Groupama-FDJ             | + 13s                    |                          |
| 3.                       | Sergio Higuita           | EF Education-Nippo       | + 13s                    |                          |
| 4.                       | Lucas Hamilton           | BikeExchange             | + 1m03s                  |                          |
| 5.                       | Jonas Vingegaard         | Jumbo-Visma              | + 1m08s                  |                          |
| 6.                       | Aurélien Paret-Peintre   | AG2R Citroën Team        | + 2m36s                  |                          |
| 7.                       | Stefan de Bod            | Astana-Premier Tech      | + 4m54s                  |                          |
| 8.                       | Neilson Powless          | EF Education-Nippo       | + 5m22s                  |                          |
| 9.                       | Mark Donovan             | Team DSM                 | + 5m34s                  |                          |
| 10.                      | Joris Nieuwenhuis        | Team DSM                 | + 7m18s                  |                          |

### Classificação por equipas(Classement par Équipe)
| Classificação por equipes | Classificação por equipes | Classificação por equipes | Classificação por equipes |
| Equipe                    | Equipe                    | Tempo                     |                           |
| ------------------------- | ------------------------- | ------------------------- | ------------------------- |
| 1.                        | Bahrain Victorious        | 49h00m00s                 |                           |
| 2.                        | Jumbo-Visma               | + 1m33s                   |                           |
| 3.                        | Trek-Segafredo            | + 1m43s                   |                           |
| 4.                        | Astana-Premier Tech       | + 1m59s                   |                           |
| 5.                        | EF Education-Nippo        | + 2m02s                   |                           |
| 6.                        | Team BikeExchange         | + 2m20s                   |                           |
| 7.                        | Ineos Grenadiers          | + 2m42s                   |                           |
| 8.                        | Deceuninck-Quick Step     | + 3m56s                   |                           |
| 9.                        | Movistar Team             | + 4m26s                   |                           |
| 10.                       | Bora-Hansgrohe            | + 6m46s                   |                           |

## Abandonos
Caleb Ewan não tomou a saída depois de se fracturar a clavícula na chegada da etapa anterior.